# Edward Dunbar
Edward „Eddie” Dunbar (ur. 1 września 1996 w Banteer) – irlandzki kolarz szosowy.

## Osiągnięcia
Opracowano na podstawie:

2014
- 1. miejsce w Trofeo Karlsberg
- 1. miejsce w mistrzostwach Irlandii juniorów (start wspólny)
- 3. miejsce w mistrzostwach Irlandii juniorów (jazda indywidualna na czas)

2015
- 2. miejsce w mistrzostwach Irlandii (jazda indywidualna na czas)
- 2. miejsce w mistrzostwach Irlandii (start wspólny)

2016
- 1. miejsce na 7. etapie An Post Rás
- 2. miejsce w mistrzostwach Irlandii (jazda indywidualna na czas)

2017
- 2. miejsce w Le Triptyque des Monts et Chateaux
- 1. miejsce w Ronde van Vlaanderen U23
- 3. miejsce w Trofeo Città di San Vendemiano

2019
- 3. miejsce w Tour de Yorkshire
- 2. miejsce w mistrzostwach Irlandii (jazda indywidualna na czas)
- 2. miejsce w mistrzostwach Irlandii (start wspólny)

2021
- 1. miejsce w klasyfikacji młodzieżowej Tour de Suisse

2022
- 1. miejsce w Settimana Internazionale di Coppi e Bartali
- 1. miejsce w Tour de Hongrie
- 3. miejsce w mistrzostwach Irlandii (jazda indywidualna na czas)

2023
- 7. miejsce w Giro d’Italia

## Rankingi
| Rok              | 2015 | 2016 | 2017 | 2018 | 2019 | 2020 | 2021 | 2022 | 2023 | 2024 |
| ---------------- | ---- | ---- | ---- | ---- | ---- | ---- | ---- | ---- | ---- | ---- |
| UCI World Tour   |      | -    | -    | 287. |      |      |      |      |      |      |
| World Ranking    |      | 653. | 371. | 255. | 144. | 168. | 490. | 218. | 111. | 140. |
| UCI Europe Tour  | 430. | 576. | 181. | 143. | 119. | 138. | 396. | 178. | 90.  | 113. |
| UCI Asia Tour    | -    | 245. | -    | 488. |      |      |      |      |      |      |
| UCI America Tour | -    | 324. | -    | -    |      |      |      |      |      |      |
|                  |      |      |      |      |      |      |      |      |      |      |
| Źródło: UCI      |      |      |      |      |      |      |      |      |      |      |